# Gastrolepis austrocaledonica
Gastrolepis austrocaledonica är en järneksväxtart som först beskrevs av Henri Ernest Baillon, och fick sitt nu gällande namn av Howard. Gastrolepis austrocaledonica ingår i släktet Gastrolepis och familjen Stemonuraceae. Inga underarter finns listade i Catalogue of Life.